# Iglesia de San Francisco (Curicó)

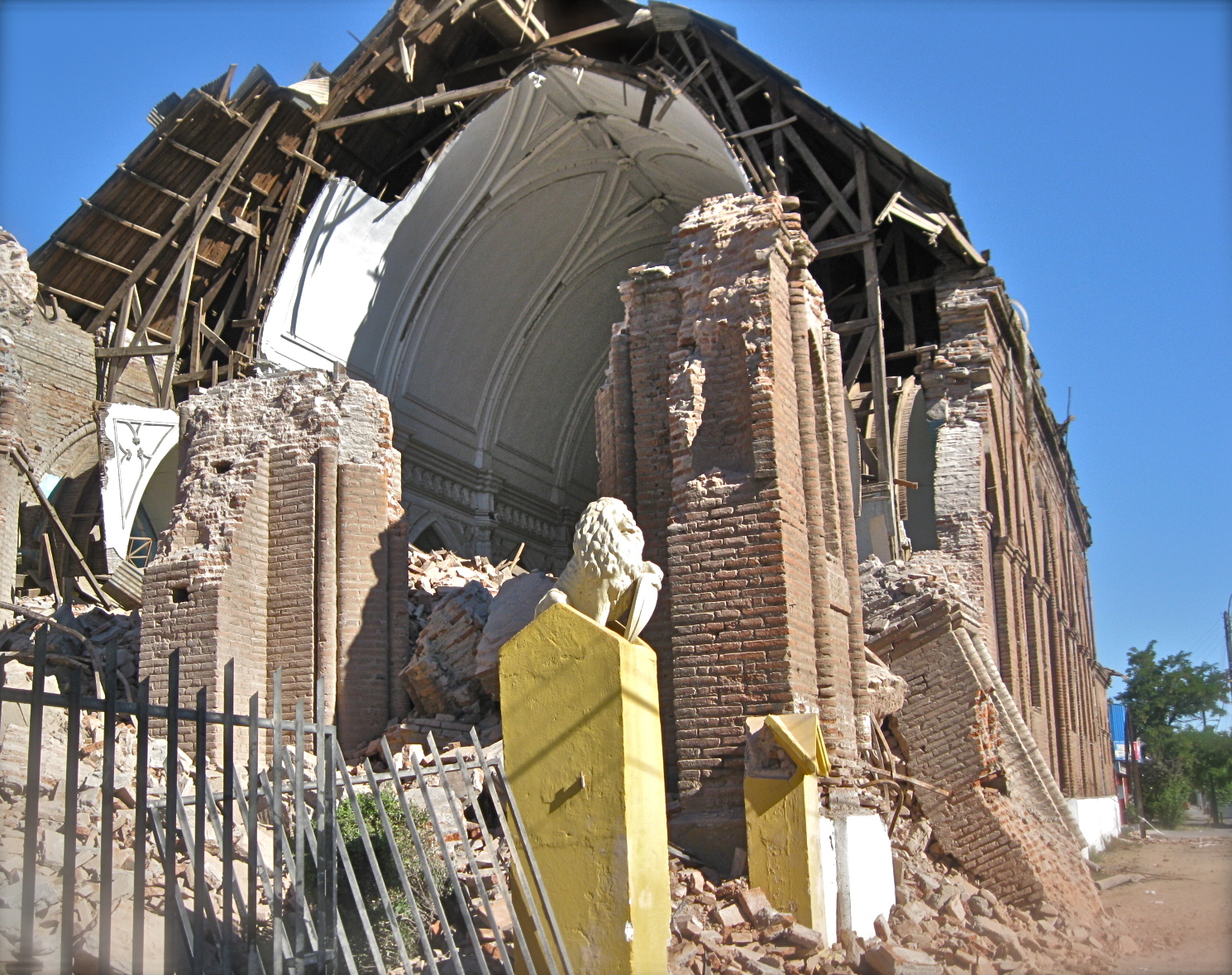
La fachada de la iglesia destruida por el terremoto de 2010.

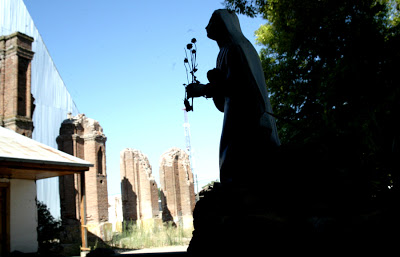
Virgen del convento de San Francisco.

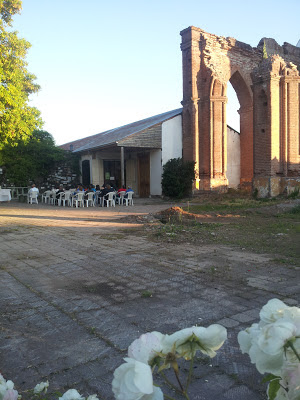
La Iglesia siguió funcionando normalmente a pesar de haberse derrumbado con el sismo.

La Iglesia de San Francisco de Curicó (ubicada en la Provincia de Curicó, Región del Maule) pertenece a la Orden Franciscana, por lo cual se encuentra junto a un convento de esta orden. Está diseñada con una arquitectura neogótica y posee una torre de 40 metros de altura que destaca por sobre el resto de la ciudad.

## Historia
Fue construida en 1731, y trasladada luego de los daños sufridos por un terremoto; luego de la fundación de Curicó, en 1758, fue llevada al convento en el que se encuentra en la actualidad. Además fue reparada entre 1880 y 1899 luego de varios sismos.
Es una iglesia ubicada en un convento de la Orden Franciscana que sirvió de refugio de tropas patriotas y realistas durante la Guerra de Independencia, en la cual fue enterrado bajo el altar de la iglesia en 1917 el patriota tenino (de la localidad de Teno) Francisco Villota Pérez Cotapos, amigo de Manuel Rodríguez, luego de morir en manos de las tropas españolas. Además se emplazó la Escuela de San Antonio, la primera de Curicó. En el año 1986 fue nombrada Monumento Nacional por el Consejo de Monumentos Nacionales (CMN). En 1987 la orden dejó de ocupar el convento donde está la Iglesia.

## Remodelación después del terremoto de 2010
A raíz de los daños causados por el terremoto del 27 de febrero de 2010 se propuso una remodelación la Iglesia de San Francisco de Curicó el año 2012, para lo cual se utilizaron los fondos establecidos por un proyecto del Programa Puesta en Valor del Patrimonio del Banco Interamericano de Desarrollo, el cual requería la aprobación del Consejo de Monumentos Nacionales, con apoyo de la Subsecretaría de Desarrollo Regional. Este proyecto contemplaba reconstruir la con tecnología antisísmica, con techumbre de cobre envejecido y espacios abiertos al uso público y reponer la fachada. Esta iglesia ya había sido afectada por los terremotos de 1906, 1928 y 1985, e incluso hubo un proyecto de reparación entre los años 2005 y 2007 y que se retomó el 2009 luego del terremoto del 27 de febrero de 2010 que la fachada principal, considerada su rasgo más representativo al tener una torre de 40 metros con una aguja, se destruyó.
El anteproyecto de reconstrucción comtemplaba reponer el frontis con una estructura de hormigón armado, para que exteriormente sea idéntico al frontis que había antes del sismo y el fortalecimiento con ese mismo material de las paredes dañadas de la nave central. Además, y dado que la torre de 40 metros de altura con aguja se derrumbó con el terremoto, también se consideró su reparación. Para los tejados se contempló su reparación con cobre, el cual sería proveído por Codelco, según lo propuesto por los vecinos del Municipio de Curicó para gestionar dicha transacción.
Otro aspecto de este plan además de la reparación de la iglesia en sí, es la reparación del convento abandonado por la Orden Franciscana en 1987, y la posterior implementación de un museo en este lugar con piezas religiosas históricas, dado que antes del terremoto la comunidad no tenía acceso al convento. Dicho museo sería administrado por la Iglesia Católica, que además de realizarían eventos para reunir fondos para la mantención de la iglesia. Además, el municipio propuso ejecutar un proyecto intergral para remodelar a plaza Luís Cruz Martínez, adyacente a la Iglesia San Francisco, el cual, incluiría de acuerdo con lo declarado en 2012 por el alcalde de Curicó, Hugo Rey, más mobiliario urbano, iluminación y áreas verdes.
El proyecto original debería haber empezado en marzo del 2012, sin embargo este no se llevó a cabo hasta el 26 de febrero del 2014 dado que ese día el CORE aprobó el presupuesto para la reconstrucción de la Iglesia, por lo que se realizaría de forma definitiva la recuperación del templo y el convento de San Francisco. Ese año ya se contaba con la aprobación del CMN por lo cual la SUBDERE pudo destinar los recursos necesarios para la obra. Luego se realizaron trámites administrativos para asegurar el comienzo de la construcción en agosto o septiembre de ese mismo año, incluyendo la asignación del número de la cuenta con los fondos de la remodelación, las firmas de las autoridades regionales y los llamados a licitación para adjudicar las obras. Sin embargo el proyecto de la plaza Luis Cruz frente a la Iglesia San Francisco siguió sin ser aprobado a febrero de 2014.
El 27 de noviembre de 2019, la iglesia sufrió un incendio que la quemó casi completamente. Una de las hipótesis que se manejan es el inicio del incendio por parte de indigentes que pernoctaban en el lugar.